# Resolución 94 del Consejo de Seguridad de las Naciones Unidas
La resolución 94 del Consejo de Seguridad de las Naciones Unidas, adoptada por unanimidad el 29 de mayo de 1951, observó con lamento la muerte del juez de la Corte Internacional de Justicia José Philadelpho de Barros e Azevedo el 5 de mayo del mismo año y decidió que la elección para ocupar su posición debería tomar lugar durante la sexta sesión de la Asamblea General. El Consejo también decidió que esta elección debería tomar lugar antes de la elección regular que iba a realizarse en la misma sesión para ocupar cinco posiciones de miembros cuyos períodos iban a terminar el 5 de febrero de 1952.